# Jayne Houdyshell
Jayne Houdyshell (Topeka (Kansas), 25 september 1953) is een Amerikaanse actrice.

## Biografie
Houdyshell werd geboren en groeide op in Topeka (Kansas) als jongste van vier dochters. Zij doorliep de high school aan de Topeka High School aldaar waar zij in 1971 haar diploma haalde. In 1974 studeerde zij in drama af aan de Oakland University in Rochester (Michigan). 
Houdyshell begon in de jaren zeventig met acteren in lokale theaters, hier heeft zij in meer dan tweehonderd voorstellingen opgetreden. Hiernaast heeft zij ook opgetreden op Broadway, in 2003 maakte zij hier haar debuut in de musical Wicked in de rol van understudy van Madame Morrible. In 2006 werd zij genomineerd voor een Tony Award voor haar rol in het broadwaytoneelstuk Well. 
Houdyshell begon in 1997 met acteren voor televisie in de televisieserie Law & Order, waarna zij nog meerdere rollen speelde in televisieseries en films. 

## Filmografie

### Films
- 2022 Causeway - als Sharon
- 2021 The Humans - als Deirde
- 2019 Little Women - als Hannah
- 2018 The Chaperone - als zuster Delores
- 2017 Downsizing - als moeder van Paul
- 2014 Lucky Stiff - als huurbaas van Harry
- 2014 Romeo and Juliet - als verpleegster
- 2010 Morning Glory - als toneelmeester
- 2010 The Bounty Hunter - als huurbaas
- 2009 Everybody's Fine - als Alice
- 2009 Loving Leah - als mrs. Finkelman
- 2006 The Immaculate Misconception - als zuster Patricia
- 2006 Things That Hang from Trees - als Pam Dupont
- 2005 Trust the Man - als leidster slachtoffers seksueel geweld
- 2005 Road - als medewerkster wapenwinkel
- 2004 King of the Corner - als Louise
- 2004 Garden State - als mrs. Lubin
- 2002 Maid in Manhattan - als Carmen
- 2002 Changing Lanes - als miss Tetley

### Televisieseries
Uitgezonderd eenmalige gastrollen.
- 2021-2022 Only Murders in the Building - als Bunny Folger - 13 afl.
- 2017-2018 The Good Fight - als Renée Rampling - 2 afl.
- 2002-2017 Law & Order: Special Victims Unit - als rechter Ruth Linden - 10 afl.
- 2015 Neon Joe, Werewolf Hunter - als Jane Cotton - 2 afl.
- 2015 American Odyssey - als Rose Offer - 8 afl.
- 2006 Conviction - als rechter Roberta Palski - 2 afl.

## TheaterwerkBroadway
- 2022-2023 The Music Man - als Eulalie Mackecknie Shinn
- 2019 King Lear - toneelstuk - als Earl of Gloucester
- 2017 A Doll's House, Part 2 - toneelstuk - als Anne Marie
- 2016-2017 The Humans - toneelstuk - als Deirdre Blake
- 2015 Fish in the Dark - toneelstuk - als Gloria Drexel
- 2013 Romeo and Juliet - toneelstuk - als verpleegster
- 2012-2013 Dead Accounts - toneelstuk - als Barbara
- 2011-2012 Follies - musical - als Hattie Walker
- 2011 The Importance of Being Earnest - toneelstuk - als miss Prism (understudy)
- 2009-2010 Bye Bye Birdie - musical - als Mae Peterson
- 2006 Well - toneelstuk - als Ann
- 2006-heden Wicked - musical - als Madame Morrible (understudy)

- International Standard Name Identifier: 0000 0000 7743 4553
- Library of Congress Control Number: no2010042189
- MusicBrainz: 26ce7f7c-0649-488b-a7c9-ab408d0152d8
- Virtual International Authority File: 108058753
- WorldCat: E39PBJwMGHFX8wDhCkPtp734v3